# Эскин, Николай Афанасьевич
Николай Афанасьевич Эскин (1868—1937) — русский военный деятель, генерал-майор.

## Биография
Родился 25 июля 1868 года в Перми в семье купца Афанасия Павловича Эскина, который был управляющим Бикбардинского завода помещика Дягилева с 1870 по 1880 годы; брат Эскина Д. А.
В 1888 году окончил Пермскую мужскую гимназию и в сентябре 1889 года поступил в Московское пехотное юнкерское училище, которое окончил 10 августа 1890 года. Был выпущен подпоручиком в 232-й Ирбитский резервный батальон, который дислоцировался в Перми. В 1894 году Эскин был произведён в
поручики. Штабс-капитан с 15 марта 1900 года, капитан — с 10 августа этого же года. В 1906 году командовал 1-й ротой 232-го Ирбитского резервного батальона. В 1909 году был избран начальником добровольной пожарной дружины Перми и в этой должности проработал до 1912 года. В 1912 году ему было присвоено звание подполковника и Эскин был переведён командиром батальона в 196-й пехотный Инсарский полк, который дислоцировался в Челябинске.
Участник Первой мировой войны. В октябре 1914 года временно командовал 194-м пехотным Троицко-Сергиевским полком. Осенью этого же года временно был командиром 196-го Инсарского полка 49-й пехотной дивизии. 5 февраля 1915 года Эскин был произведён в полковники и вступил в полноценное командование Инсарским полком. В конце мая 1916 года Николай Эскин был ранен, но остался командовать полком. После боя был госпитализирован и проходил лечение в Петрограде. После выздоровления, с 3 апреля 1916 года, был назначен командиром 193-го пехотного Свияжского полка. В мае 1917 года получил чин генерал-майора. В июле 1917 года занял пост командира дивизии 4-й стрелковой бригады, а в декабре этого же года стал ее выборным начальником.
После демобилизации, в 1918 году, Николай Афанасьевич Эскин приехал в Пермь на постоянное жительство. Но из-за угрозы репрессий, осенью 1918 года поступил на службу в Красную армию и был назначен начальником особых формирований при штабе 3-й армии. При отступлении красных из Перми в декабре 1918 года, Эскин сбежал из военного эшелона и жил у брата Дмитрия. Был арестован бойцами 1-го Средне-Сибирского корпуса, подозревался в сотрудничестве с Красной армией и в течение двух суток находился под стражей, затем получил назначение командовать бригадой в 16-й Пермской Сибирской стрелковой дивизии. Во время некоторого затишья на фронте, Николай Афанасьевич выехал в Пермь, где сочетался законным браком с Верой Владимировной Кувшинской — дочерью дворянина, потомственного почетного гражданина Перми — Кувшинского Владимира Дмитриевича. В июле 1919 года остатки 16-й Пермской Сибирской стрелковой дивизии пошли на пополнение 1-й Сибирской стрелковой дивизии 1-й Сибирской армии, а генерал-майор Эскин был прикомандирован ко 2-й Сибирской стрелковой дивизии.
Когда 2-я Сибирская дивизия отправилась на переформирование в Томск, Николай Эскин самовольно покинул её, купил документы на другое имя и направился в Иркутск на поиски родных. В 1921 году был арестован большевиками и 11 октября 1922 года по приговору Сибирского отделения Верховного трибунала ВЦИК был приговорён к высшей мере наказания. Однако в связи с пятилетием победы Октябрьской революции, его приговорили к 5 годам лагерей за сокрытие фамилии и воинского звания. В феврале 1923 года Эскин проживал в Ташкенте, затем переехал Новониколаевск. 1 июня 1924 он был вновь арестован, обвинён в антисоветской агитации и приговорен 22 августа Особым совещанием ОГПУ к высылке в Туруханский край на 3 года. Место ссылки было изменено на Богучанский район Приангарского края. Ссылаясь на подорванное здоровье, в марте 1926 года он обратился с заявлением в ОГПУ с просьбой пересмотреть приговор. Прошение его было удовлетворено — 17 мая 1926 года Эскину было предоставлено право «свободного проживания по СССР». Сначала Николай Афанасьевич проживал в одной из деревень Канского округа, затем переехал в Новосибирск, где в 1931 году был арестован по подозрению в «участии в организации генерала Болдырева», но снова был освобожден. Остался жить в Новосибирске. 24 апреля 1937 года в очередной раз был арестован органами НКВД как один из создателей и руководителей контрреволюционной организации «Союза Спасения России». 18 августа тройкой НКВД был приговорен к высшей мере наказания и 24 августа 1937 года расстрелян. Реабилитирован 15 января 2002 года.

## Награды
- Был награждён орденами Св. Станислава 2-й степени (1907), Св. Анны 2-й степени (1911), Св. Владимира 4-й степени (1913), Георгиевским оружием (1915), мечом и бантом к ордену Св. Владимира 4-й степени (1915), Св. Владимира 3-й степени с мечами (1915), мечами к ордену Св. Анны 2-й степени (1915), Св. Георгия 4-й степени (1916), мечами к ордену Св. Станислава 2-й степени (1917).